# La Princesse d'Eboli
Pour plus de détails, voir Fiche technique et Distribution.
La Princesse d'Eboli (That Lady) est un film britannico-espagnol réalisé par Terence Young, sorti en 1955.

## Synopsis
Ana, la princesse d'Éboli, porte un cache-œil noir car, durant sa jeunesse et par accident elle est devenue borgne, lors d'un duel en défendant le roi Philippe II. Depuis cet incident, elle et le monarque maintiennent une profonde amitié et une passion qui ne se consommera jamais. Elle se marie avec un ministre du roi, le prince d'Éboli, mais devient vite veuve à la mort de ce dernier. Le roi fait appel à un roturier, Antonio Pérez, afin que celui-ci devienne le premier secrétaire en titre du monarque. Philippe II attend qu'Ana et Antonio deviennent amants pour créer un scandale à la Cour, maintenant des manigances permanentes au Palais Royal. Antonio est accusé du meurtre d'un secrétaire de Juan d'Autriche et est emprisonné. Ana résiste à partir de Madrid et elle est également emprisonnée. Après un certain temps passé en détention, elle est enfermée dans son palais et surveillée en permanence. Cependant Antonio s'échappe et essaye de trouver la princesse afin de la convaincre de partir du pays avec son fils.

## Fiche technique
- Titre : La Princesse d'Eboli
- Titre original : That Lady
- Réalisateur : Terence Young
- Scénaristes : Sy Bartlett et Anthony Veiller d'après la pièce One Sweet Grape de Kate O'Brien
- Production : Sy Bartlett et Ronald Kinnoch producteur associé pour Atalanta Film et Chapalo Films S.A.
- Distribution : Twentieth Century Fox
- Photographie : Robert Krasker
- Montage : Raymond Poulton
- Musique : John Addison et Ernesto Halffter (non crédité)
- Direction artistique : Frank White
- Costumes : Mariano Andreu
- Pays de production : Royaume-Uni-Espagne
- Format : Couleur (Technicolor) - Son : 4-Track Stereo
- Genre : Film historique
- Durée : 100 minutes
- Dates de sortie : 
  - Royaume-Uni : mars 1955
  - Espagne : 5 mars 1955 (première à Madrid)
  - France : 11 avril 1955
  - États-Unis : 11 mai 1955
- Affiche : Boris Grinsson (France)

## Distribution
- Olivia de Havilland (VF : Lita Recio) : Ana de Mendoza, princesse d’Eboli
- Gilbert Roland (VF : Claude Peran) : Antonio Perez
- Paul Scofield  (VF : Stéphane Audel) : le roi Philippe II d'Espagne
- Françoise Rosay : Bernardine
- Dennis Price (VF : Michel Gudin) : Mateo Vasquez
- Anthony Dawson : Don Inigo
- Robert Harris (VF : Maurice Pierrat) : Le cardinal
- Peter Illing : Diego
- Fernando Sancho : Diego (Version Espagnole)
- Christopher Lee : le capitaine
- José Nieto (VF : Jean-Henri Chambois) : Don Juan de Escobedo
- Narration : André Falcon

## Autour du film
- Dans son autobiographie Le Seigneur du désorde (version française aux éditions Coll. « Camion Noir »), l'acteur Christopher Lee mentionne que, alors encore méconnu, il avait été engagé pour interpréter le capitaine de la Garde « plus d’autres petits rôles » où on n'était pas censé le reconnaître, comme un assassin masqué, un palefrenier et un cavalier sur un cheval arabe.